# Symplocos leiostachya
Symplocos leiostachya är en tvåhjärtbladig växtart som beskrevs av Wilhelm Sulpiz Kurz. Symplocos leiostachya ingår i släktet Symplocos och familjen Symplocaceae. Inga underarter finns listade i Catalogue of Life.